# Каянча (приток Большой Сумульты)
Каянча — река в Республике Алтай России. Устье реки находится в 31 км по левому берегу реки Большая Сумульта. Длина реки составляет 10 км.

## Бассейн
- Нижний Траскыр (лв)
  - Средний Траскыр (пр)
- Верхний Траскыр (пр)

## Данные водного реестра
По данным государственного водного реестра России относится к Верхнеобскому бассейновому округу, водохозяйственный участок реки — Катунь, речной подбассейн реки — Бия и Катунь. Речной бассейн реки — (Верхняя) Обь до впадения Иртыша.